# اوماها (آلاباما)
اوماها (به انگلیسی: Omaha) یک منطقهٔ مسکونی در ایالات متحده آمریکا است که در شهرستان رندولف، آلاباما واقع شده‌است. اوماها ۳۹۸٫۰۷ متر بالاتر از سطح دریا واقع شده‌است.